# Nad Zakosy
Nad Zakosy, Goryczkowa Przełęcz nad Zakosy lub Goryczkowa nad Zakosy (słow. Východné Goričkovo sedlo) – znajdująca się na wysokości 1816 m n.p.m. przełęcz w grani głównej Tatr, między Kasprowym Wierchem (1987 m) a Pośrednim Goryczkowym Wierchem (1874 m) w Tatrach Zachodnich. Przez przełęcz tę i szczyty biegnie granica słowacko-polska. Południowe stoki spod przełęczy opadają do słowackiej Doliny Cichej, stoki północne do Doliny Goryczkowej pod Zakosy.
Nazwa przełęczy pochodzi od Zakosów – północnego zbocza pod samą przełęczą, opadającego do Goryczkowego Kotła – najwyższego piętra doliny. Po zboczu tym w czasach, gdy było ono wypasane (teren ten należał do Hali Goryczkowej) prowadziły wydeptane przez owce zakosy perci. Przez przełęcz Nad Zakosy polscy juhasi często przepędzali owce na słowacką stronę, gdzie trawa była bujniejsza, a hale nie były tak intensywnie wypasane, jak po polskiej stronie. Bywało to źródłem konfliktów z pasterzami słowackimi.
Jest to szerokie i trawiaste (miejscami tylko kamieniste) siodło. Dawniej przełęcz była często używanym szlakiem, którym turyści, kurierzy podhalańscy, a także kłusownicy przedostawali się do Doliny Cichej. Według podań przeszli tędy w 1769 r. konfederaci barscy wraz z uzbrojeniem. Upamiętnił to Walery Eljasz-Radzikowski na jednym z licznych swoich obrazów o tematyce tatrzańskiej. W 1910 r. z przełęczy odbył się start do biegu zjazdowego do Doliny Goryczkowej.
Obszar przełęczy i północne stoki zbudowane są ze skał krystalicznych, jest to bowiem obszar wyspy krystalicznej Goryczkowej. Jednakże dolna część południowych stoków zbudowana jest ze skał wapiennych i nad dnem Doliny Cichej kończy się wapiennymi skałkami.

## Szlaki turystyczne
Czasy przejścia podane na podstawie mapy:
 odcinek szlaku z Kasprowego Wierchu granią główną Tatr przez Goryczkową Czubę i Suche Czuby do Przełęczy pod Kopą Kondracką. Czas przejścia: 1:20 h, z powrotem 1:40 h